# Запуже при Костелу
Запуже при Костелу (словен. Zapuže pri Kostelu) је насељено место у општини Костел, регија Југоисточна Словенија, Словенија.

## Историја
До територијалне реорганизације у Словенији биле су у саставу старе општине Кочевје.

## Становништво
У попису становништва из 2011. године, Запуже при Костелу су имале 6 становника.
| Број становника према пописима | Број становника према пописима | Број становника према пописима |
| ------------------------------ | ------------------------------ | ------------------------------ |
| 1991                           | 2002                           | 2011                           |
| 7                              | 5                              | 6                              |

Напомена: До 1953. исказивано под именом Запуже.